# TVD Velbert
Der TVD Velbert (offiziell: Turnverein Dalbecksbaum Velbert 1870 e. V.) ist ein Sportverein aus Velbert im Kreis Mettmann. Die Fußballmannschaft der Männer spielte von 2019 bis 2025 in der Oberliga Niederrhein.

## Geschichte
Der Verein wurde im Jahre 1870 gegründet und bietet neben Turnen noch Handball (seit 1925) und Fußball (seit 1933) an. Die Fußballer tragen ihre Heimspiele in der Grimmert Arena aus. Dieser hieß früher Sportplatz Birth und fasst 2500 Zuschauer.
Die Fußballer spielten jahrzehntelang lediglich auf lokaler Ebene und stiegen im Jahre 2004 in die Kreisliga B ab. Nach dem direkten Wiederaufstieg gelang 2007 der Aufstieg in die Bezirksliga. Vier Jahre später wurden die Velberter dort Vizemeister hinter den Sportfreunden Niederwenigern. Im Jahre 2018 gelang der Aufstieg in die Landesliga, dem ein Jahr später unter Trainer Hüzeyfe Doğan der Durchmarsch in die Oberliga Niederrhein folgte. Nach sechs Jahren musste die Mannschaft 2025 wieder in die Landesliga absteigen.

## Persönlichkeiten
- Hüzeyfe Doğan
- Mario Klinger
- Björn Kluft
- Dennis Malura
- Sezer Öztürk